# Вагін Олексій Олексійович
Олексій Олексійович Вагін (9 жовтня 1902 — 1977) — радянський вчений-педагог, що вивчав питання методики викладання історії в школі та вніс найбільший вклад в розвиток, як шкільної історичної освіти, так і в наукову методику навчання, кандидат педагогічних наук (1948), Заслужений вчитель школи РРСФСР.

## Життєпис
Олексій Олексійович Вагін народився 9 жовтня 1902 року. Будучи ще школярем, він поєднував роботу і навчання. У віці 18 років був призваний до лав Робітничо-селянської Червоної Армії.
Після військової служби у 1921 році обрав професію вчителя історії. Спочатку, Олексій Вагін працював в Ленінградському державному університеті, завідував методичним кабінетом, але головне для нього завжди залишалося викладання історії в школі. На уроках історії він розробляв шляхи, прийоми та засоби вирішення освітньо-виховних завдань навчання історії. На основі свого вчительського досвіду і експериментальних досліджень Олексій Вагін написав і в 1948 році захистив кандидатську дисертацію «Наочність при вивченні військового минулого в шкільному курсі історії».
У 1960 році він перейшов на роботу викладача у Тульському державному педагогічному інституті. Своїми методичними пошуками Олексій Вагін зумів залучити студентів до експериментальної роботи з методики навчання історії. Крім того, до інноваційної діяльності він втягнув не лише тульських, але й чи не всіх радянських вчителів історії.

## Наукова діяльність
Достатньо глибоко і систематично Олексій Вагін розробив проблему методів та досконало проаналізував їх класифікацію.
|  | Проблема методів викладання історії, на думку Олексія Вагіна, - потребує подальшої конкретизації для того, щоб дати в руки вчителя різноманітні засоби вирішення конкретних завдань. Будь-який метод у роботі вчителя виступає завжди в конкретній формі, тобто у вирішенні певної специфічної завдання навчання історії. |

Крім питань використання на уроках історії наочності, художньої літератури та організації роботи з історичними поняттями та картою з метою активізації пізнавальної діяльності учнів, вчений також займався питаннями використання історичних документів, позакласної роботою, патріотичним й економічним вихованням школярів тощо. Практично не було проблем методики навчання історії, які залишилися поза увагою Олексія Вагіна.

### Публікації
Починаючи з 1939 року опубліковані десятки його книг і статей не тільки в Радянському Союзі, а й за кордоном. У його роботах охоплені практично всі питання, з якими стикається учитель історії в своїй повсякденній роботі.
У його працях висвітлені:
- наочність, вивчення економіки і культури,
- активізація пізнавальної діяльності учнів,
- використання художньої літератури,
- робота з історичною картою,
- історичними поняттями[5].

У 1960-ті роки Олексій Вагін брав участь в написанні підручників з історії СРСР для 7-8 класів, які були видані пробними тиражами.

#### Наукові праці
- Вагин А. А. Схематические планы и карты на уроках истории / А. А. Вагин. // ПИШ. — 1946. — № 2. — С. 70.
- Вагин А. А. Наглядность в преподавании истории (Меловой чертеж на классной доске в преподавании истории СССР в старших классах) / А. А. Вагин. — М.: Учпедгиз, 1952. — 132 с.
- Вагин А. А. Подготовка учителя к уроку истории в 8-10 классах / А. А. Вагин. — М.: Просвещение, 1953. — 85 с.
- Вагин А. А. Вопросы экономики в школьном курсе истории VIII—X классах / А. А. Вагин. — Л.: Просвещение, 1955. — 161 с.
- Вагин А. А. Методика проведения отдельных уроков / А. А. Вагин. // Преподавание истории в школе. — 1956. — № 6. — С. 41–47.
- Вагин А. А. Типы уроков по истории / А. А. Вагин. — М.: Просвещение, 1957. — 98 с.
- Вагин А. А., Сперанская Н. В. Документальный материал на уроках истории. — М.: Учпедгиз, 1959. — 152 с.
- Вагин А. А., Сперанская Н. В. Основные вопросы методики преподавания истории в старших классах. — М.: Просвещение, 1959. — 185 с. Вагин А. А. Художественная литература в преподавании новой истории (1640—1917). Хрестоматия для учителя / А. А. Вагин. — М.: Просвещение, 1966. — 142 с.
- Вагин А. А. Методика преподавания истории в средней школе. Учение о методах. Теория урока / А. А. Вагин. — М.: Просвещение, 1968. — 434 с.
- Вагин А. А. Методика обучения истории в школе / А. А. Вагин. — М.: Просвещение, 1972. — 354 с.

## Смерть
Олексій Вагін помер після важкої хвороби у 1977 році.